# Grand Canyon Rapids
Grand Canyon Rapids est une attraction aquatique de type bouées, située dans le parc à thème  espagnol PortAventura proche de Barcelone.
Située dans la partie "Far West", cette attraction de type Rapids Ride a été construite par Intamin et a ouvert le 1er mai 1995, en même temps que le parc.
Avec ses 465 m de long, l'attraction accueille les visiteurs de plus de 1,10 mètre dans ses 15 embarcations de neuf places. La capacité horaire du Rapids Ride est de 2 000 personnes par heure. La décoration qui englobe le parcours fait référence au Grand Canyon ainsi qu'à une ancienne mine.

## Galerie

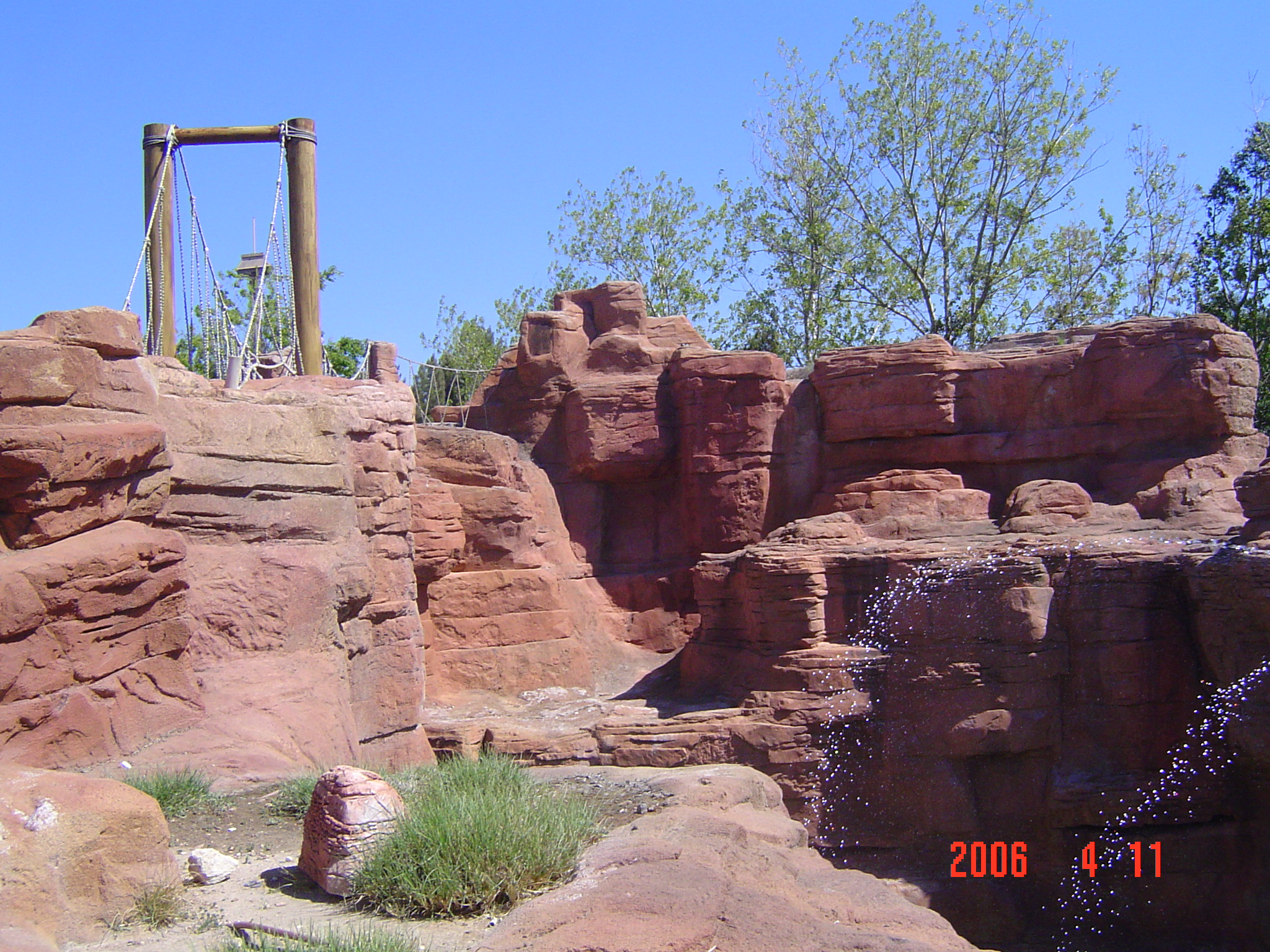
Décoration de l'attraction.
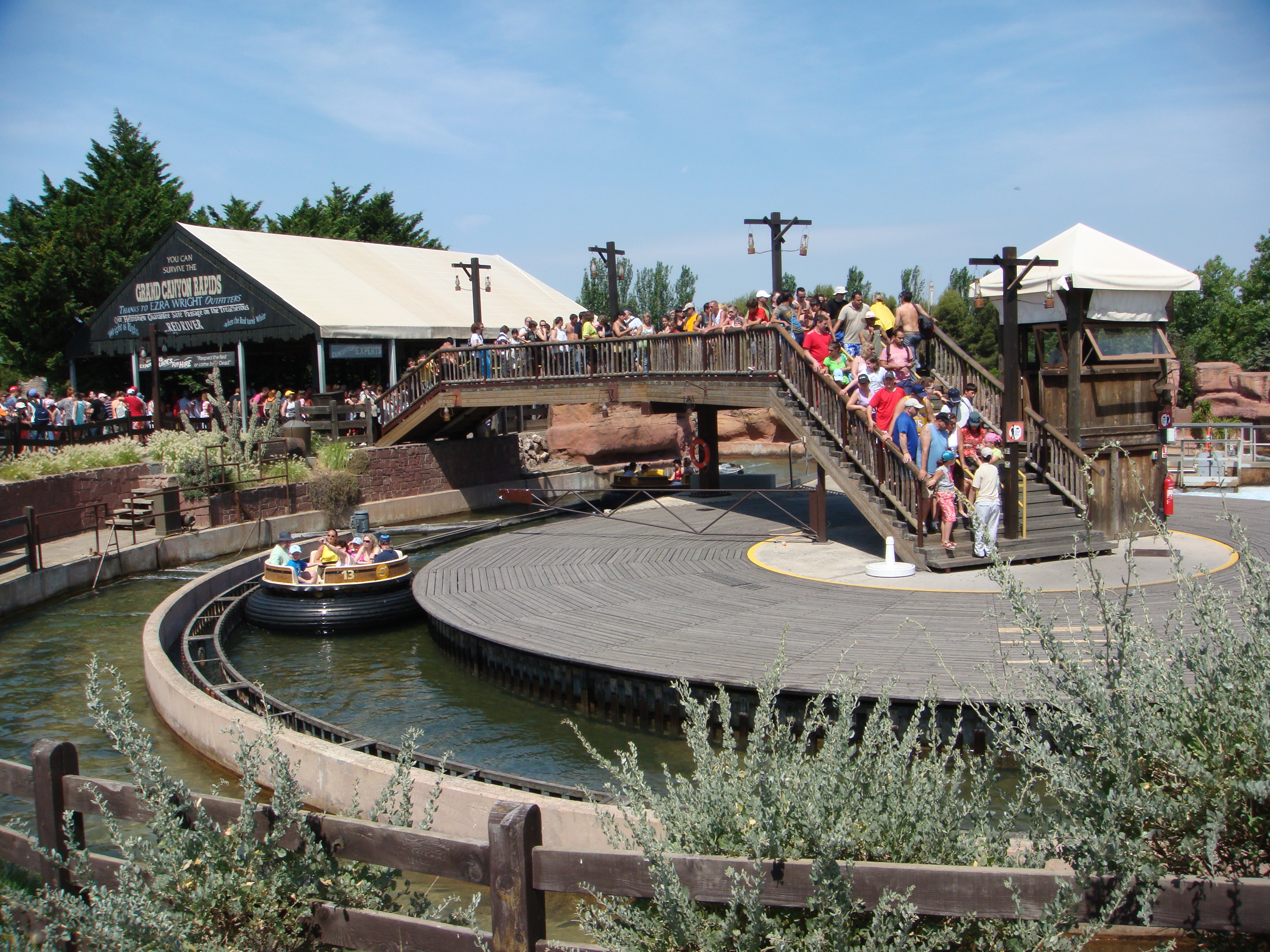
Système d'embarquement.
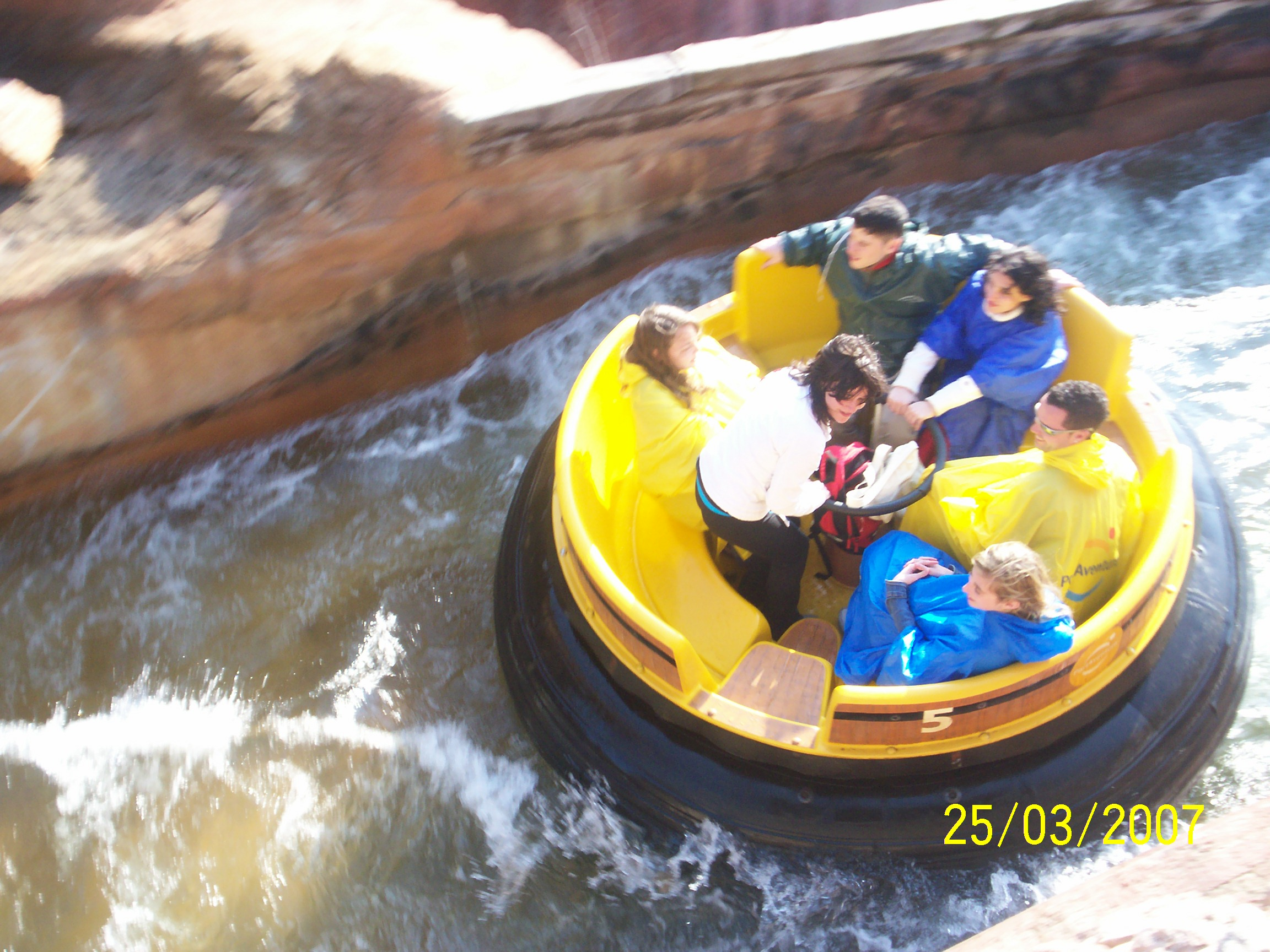
Vue supérieure d'une embarcation.